# Oppidum de Liercourt-Érondelle
L'oppidum de Liercourt-Erondelle est un site fortifié de la fin de l’âge du Fer et de la Guerre des Gaules situé sur le territoire des communes de Liercourt et d'Érondelle dans le département de la Somme, à une trentaine de kilomètres à l'ouest d'Amiens. Il porte localement le nom de « Camp César ».

## Historique
Depuis le début du XVIIIe siècle, les érudits se sont intéressés aux collines fortifiées de la vallée de la Somme sans réaliser de fouilles. Ces sites ont la particularité de présenter plusieurs points communs :
- position de hauteur,
- surface d’une trentaine d’hectares, avec défenses naturelles formées par des pentes abruptes et,
- aménagement par l'homme de terrassements renforçant les points faibles ;
- la forme de la fortification la plus répandue est l'arc de cercle[1].

L'oppidum de Liercourt-Erondelle, qui n’a jamais connu de fouilles archéologiques approfondies, nous est connu surtout par les prospections aériennes de Roger Agache. Il apparait comme l'un des oppidums les plus remarquables du nord de la France.
L'occupation du site est daté de l'âge du fer, La Tène finale (Ier siècle av. J.-C.). Il a été classé monument historique en 1862 et 1964.

## Caractéristiques
En majorité, les oppidums sont situés sur des hauteurs et bénéficient d'un relief naturellement défensif. Les Gaulois comme d'autres peuples, choisissaient des collines faciles à défendre, protégées sur une bonne partie de leur pourtour par de forts abrupts naturels. L'oppidum de Liercourt-Erondelle fait partie du réseau d’oppidums de la vallée de la Somme qui ont servi de cantonnement aux légions romaines au Ier siècle av. J.C..
Le site de Liercourt-Erondelle est composé de deux ensembles différents : le camp des Catelis qui est l'oppidum proprement dit et un camp militaire romain qui le prolongeait.
Il s'agit d'un oppidum de type « éperon barré » avec enceinte de contour qui a la forme d'un pentagone dont quatre côtés sont protégés par des vallées sèches ou humides et par un rempart. Le cinquième côté est protégé par une levée de terre de 500 mètres de long et de 11 mètres de haut précédé d’un large fossé à fond plat, marqué par la présence de hêtres. Le versant nord est composé d’une pelouse calcicole située sur la terrasse crayeuse au sud la vallée de la Somme. La superficie du site est de 32 ha.
Les vestiges du camp militaire romain a été révélé par des prospections aériennes de Roger Agache, en 1960. Un réseau de fossés et de palissades arasées, délimitant un espace de 25 ha, a été repéré. Le camp romain communiquait avec l'oppidum par une porte ouverte dans le rempart.
À l’intérieur du site, existait un fanum. Accolé au rempart principal, un retranchement polygonal est entouré d'un fossé en V. Ce site est comparable à celui de La Chaussée-Tirancourt et pose la même question d’une occupation militaire romaine après la Guerre des Gaules.
Le site est aménagé et géré par le Conseil départemental de la Somme et par la commune d’Erondelle. Un chemin a été tracé dans le fossé et sur le rempart. Un escalier permet de rejoindre le haut du rempart et d'observer la vallée de la Bellifontaine qui s’écoule en contrebas. Des belvédères y ont été aménagés.